# Merri
Merri är en kommun i departementet Orne i regionen Normandie i nordvästra Frankrike. Kommunen ligger i kantonen Trun som tillhör arrondissementet Argentan. År 2022 hade Merri 151 invånare.

## Befolkningsutveckling
Antalet invånare i kommunen Merri
| Referens: INSEE |